# Gatunguru (periodiskt vattendrag i Burundi, Ruyigi)
Gatunguru är ett periodiskt vattendrag i Burundi.   Det ligger i provinsen Ruyigi, i den östra delen av landet, 140 kilometer öster om huvudstaden Bujumbura.
I omgivningarna runt Gatunguru växer huvudsakligen savannskog. Runt Gatunguru är det ganska tätbefolkat, med 90 invånare per kvadratkilometer.